# Saubannerzug

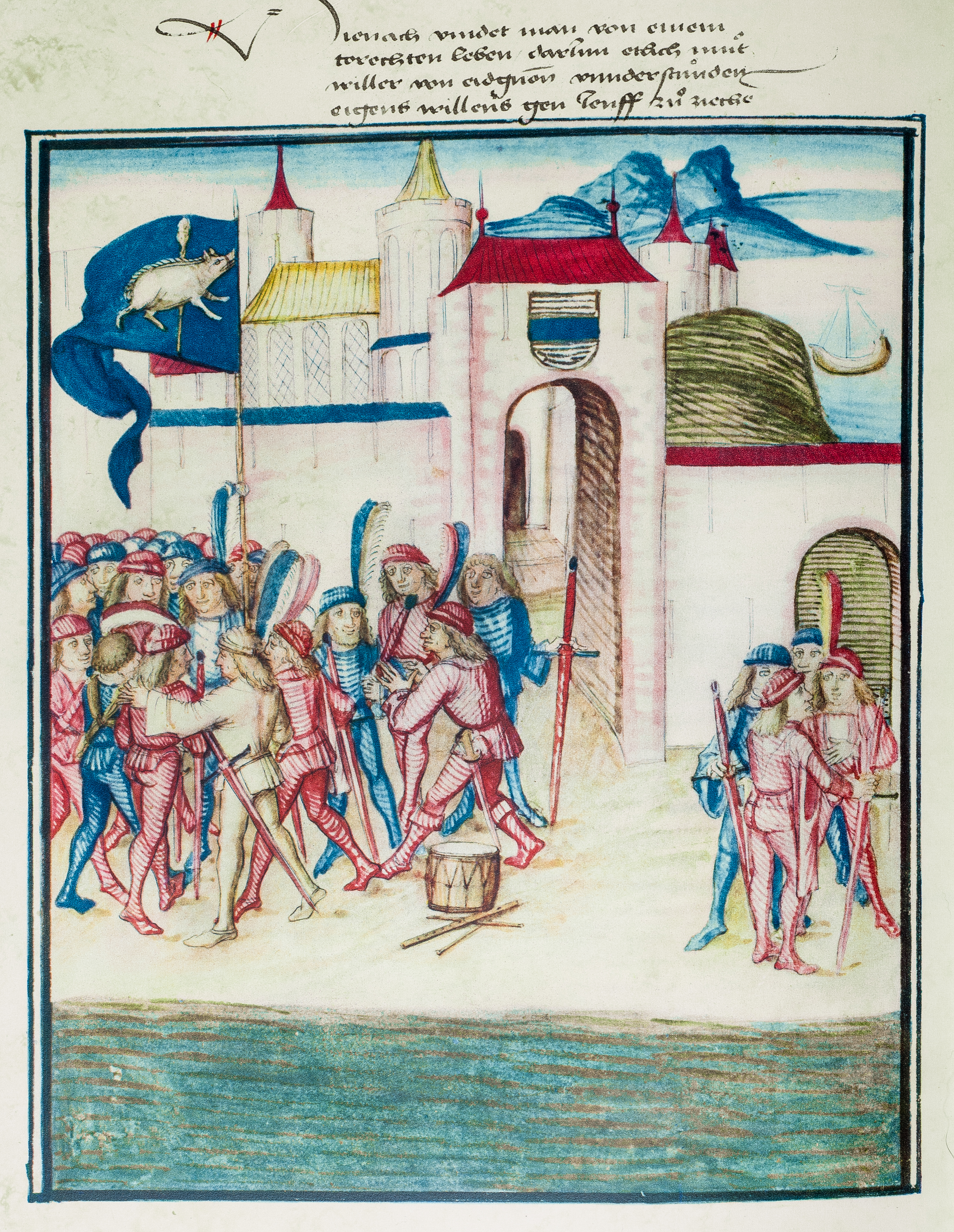
Die Brüder vom torechten Leben sammeln sich nach der Rückkehr von der Schlacht bei Nancy in Zug unter dem blauen Banner mit Kolben und Sau, 1477. Illustration aus der Berner Chronik

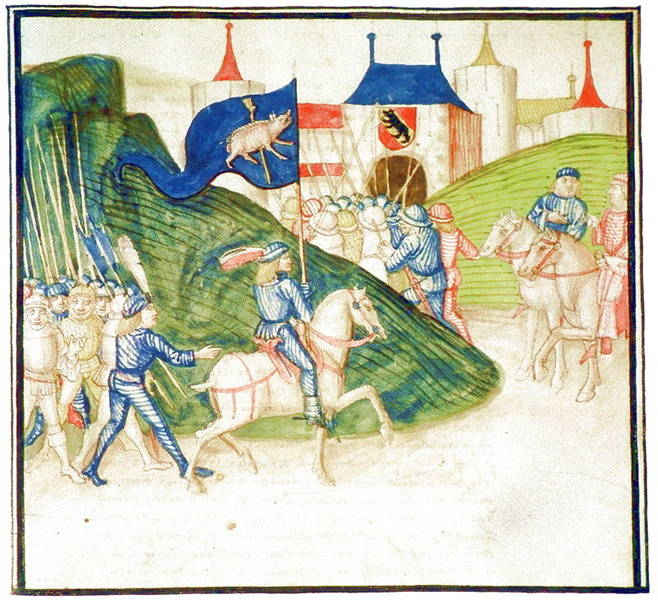
Der Saubannerzug 1477 vor der Stadt Bern (Berner Chronik)

Der Saubannerzug, auch Kolbenbannerzug oder Zug des torechten Lebens, war das militärische Unternehmen einer Freischar, die sich 1477 während der Fastnachtszeit aus der Zentralschweiz in Richtung Westschweiz und Genf in Bewegung setzte. Ziel des Saubannerzuges war es, von Genf, das damals zum Herrschaftsbereich des Hauses Savoyen gehörte, die in den Burgunderkriegen versprochene, aber noch nicht bezahlte Brandschatzsumme einzutreiben.

## Historisch
In der Gesellschaft vom torechten Leben sammelten sich Urner und Schwyzer Kriegsleute (Reisläufer), die nach dem Sieg der Eidgenossen in der Schlacht bei Nancy mit der Beuteverteilung unzufrieden waren. Dem Saubannerzug schlossen sich Teilnehmer aus anderen Schweizer Orten an. Seine Stärke wird auf 1700 Mann geschätzt. Das Banner des Zuges zeigte auf blauem Grund einen wilden Eber („Sauen“) und einen Streitkolben.
Auf ihrem Marsch nahmen die Saubannerzügler eine drohende Haltung auch gegen Städte ein, die zur Eidgenossenschaft gehörten. Die Berner Chronik stellt fest, „das die in dem torechtigen leben mit einer paner daran was ein kolben und ouch ein eber gemolet, mit grossem frevel und mutwillen gen Burgdorf kament“. Der Heerhaufen verursachte den Räten der Städte Bern, Zürich und Luzern grosses Kopfzerbrechen, da sie in Verhandlungen mit Savoyen und Frankreich standen. Genf musste sich verpflichten, den Eidgenossen von den noch geschuldeten 24'000 Gulden einen Drittel sofort auszuzahlen; für die verbleibenden zwei Drittel wurden Geiseln gestellt. Überdies musste Genf jedem Zugteilnehmer zwei Gulden als Entschädigung entrichten sowie einen Umtrunk anbieten. Durch diese Zugeständnisse konnte der Zug am 4. März aufgehalten werden, bevor er sein Ziel erreichte.
Gottfried Keller lässt den Helden seiner Novelle Dietegen am Zug des torechten Lebens teilnehmen.

## Moderne Wortverwendung
Heute wird in der Schweizer Presse das Wort Saubannerzug häufig zur Charakterisierung vandalistischer Ausschreitungen gebraucht. Aber auch am Zürcher Sechseläuten spricht man in Zunftkreisen von Saubannerzügen; gemeint sind damit informelle (nicht vom Zentralkomitee der Zünfte Zürichs organisierte) Besuche der Jungzünfter bei einer anderen Zunft.